# Sơn Phú, Hương Sơn
Sơn Phú là một xã thuộc huyện Hương Sơn, tỉnh Hà Tĩnh, Việt Nam.
Xã Sơn Phú có diện tích 5,81 km², dân số năm 1999 là 3.845 người, mật độ dân số đạt 662 người/km².